# Seznam guvernerjev Indiane
Seznam guvernerjev Indiane.

## GuvernerjiTeritorija
- William Henry Harrison 1800-1812
- John Gibson 1801-1813
- Thomas Posey 1813-1816

## Guvernerji države
- Jonathan Jennings Dem.-Rep. 1816-1822
- Ratliff Boon Dem.-Rep. 1822-1822
- William Hendricks Dem.-Rep. 1822-1825
- James B. Ray Independent 1825-1831
- Noah Noble Whig 1831-1837
- David Wallace Whig 1837-1840
- Samuel Bigger Whig 1840-1843
- James Whitcomb Demokrat 1843-1848
- Paris C. Dunning Demokrat 1848-1849
- Joseph A. Wright Demokrat 1849-1857
- Ashbel P. Willard Demokrat 1857-1860
- Abram A. Hammond Demokrat 1860-1861
- Henry Smith Lane Republikanec 1861
- Oliver P. Morton Republikanec 1861-1867
- Conrad Baker Republikanec 1867-1873
- Thomas A. Hendricks Demokrat 1873-1877
- James D. Williams Demokrat 1877-1880
- Isaac P. Gray Demokrat 1880-1881
- Albert G. Porter Republikanec 1881-1885
- Isaac P. Gray Demokrat 1885-1889
- Alvin P. Hovey Republikanec 1889-1891
- Ira Joy Chase Republikanec 1891-1893
- Claude Matthews Demokrat 1893-1897
- James A. Mount Republikanec 1897-1901
- Winfield T. Durbin Republikanec 1901-1905
- J. Frank Hanly  Republikanec 1905-1909
- Thomas R. Marshall Demokrat 1909-1913
- Samuel M. Ralston Demokrat 1913-1917
- James P. Goodrich Republikanec 1917-1921
- Warren T. McCray Republikanec 1921-1924
- Emmett Forest Branch Republikanec 1924-1925
- Ed Jackson Republikanec 1925-1929
- Harry G. Leslie Republikanec 1929-1933
- Paul V. McNutt Demokrat 1933-1937
- M. Clifford Townsend Demokrat 1937-1941
- Henry F. Schricker Demokrat 1941-1945
- Ralph F. Gates Republikanec 1945-1949
- Henry F. Schricker Demokrat 1949-1953
- George N. Craig Republikanec 1953-1957
- Harold W. Handley Republikanec 1957-1961
- Matthew E. Welsh Demokrat 1961-1965
- Roger D. Branigin Demokrat 1965-1969
- Edgar D. Whitcomb Republikanec 1969-1973
- Otis Ray Bowen Republikanec 1973-1981
- Robert D. Orr Republikanec 1981-1989
- B. Evans »Evan« Bayh III Demokrat 1989-1997
- Frank L. O'Bannon Demokrat 1997-2003
- Joe Kernan Demokrat 2003-2005
- Mitch Daniels Republikanec 2005-2013
- Mike Pence Republikanec 2013-2017
- Eric Holcomb Republikanec 2017-danes